# Златоустово (Московская область)
Златоустово — деревня в Рузском районе Московской области России, входит в состав сельского поселения Дороховское. Население 170 человек на 2006 год. До 2006 года Златоустово входило в состав Космодемьянского сельского округа.
Деревня расположена на юге района, примерно в 27 километрах к югу от Рузы, на правом берегу безымянного правого притока реки Исьма, высота центра над уровнем моря 189 м. Ближайший населённый пункт — село Богородское — в полукилометре южнее.